# Friedrich Balcke
Friedrich Albrecht Wilhelm Mauritz Balcke auch Friedrich Wilhelm Moritz Balcke (* 1726, 1727 oder 1734 in Tecklenburg; † 9. Juni 1803 ebenda) war ein preußischer Beamter.

## Leben

### Familie
Friedrich Balcke entstammte einer Dortmunder Patrizierfamilie und war der Sohn des Tecklenburger Steuerrats Mauritz Balcke (* 8. November 1687 in Tecklenburg; 17. Oktober 1751 ebenda) und dessen Ehefrau Ernestine Henriette (geb. Pontanus); seine Schwester Christiane Regina Balcke (1727–1760) war mit dem Kriegs- und Domänenrat Carl Heinrich Mauve (1720–1786) verheiratet.
Er war mit Anna (geb. Pontanus-Brück), ein Nachkömmling des Kanzlers Gregor Brück, verheiratet; sie hatten einen Sohn, der jedoch noch vor ihm verstarb, und eine Tochter.

### Werdegang
Zur schulischen Ausbildung von Friedrich Balcke liegen keine Hinweise vor.
Er immatrikulierte sich am 16. Oktober 1745 an der Universität Halle zu einem Studium der Rechtswissenschaften.
Nach Beendigung des Studiums wurde er zunächst Oberempfänger (siehe Pfennigmeister) der Grafschaft Tecklenburg, bevor er im August 1756 zum Kriegs- und Domänenrat ernannt wurde.
Am 15. Februar 1766 erwarb er das Gut Osthoff und besaß daneben noch das Gut Abe bei Lengerich, das seine Erben später an den Herzog Prosper Ludwig von Arenberg veräußerten. Das Gut Osthoff erbte seine Tochter, die mit dem Regierungsrat Carl Friedrich Schmid (* 1751) in Lingen verheiratet war.
Seit Anfang 1769 war er als Kriegs- und Domänenrat bei der Kammerdeputation in Lingen und gleichzeitig, als Nachfolger von Friedrich Ludwig Anton von Nolting (1708–1781), der Kammerdirektor in Lingen wurde, Landrat der Grafschaft Tecklenburg.
Nach der Aufhebung der Kammerdeputation in Lingen am 1. Januar 1794 wurde darauf für jede Grafschaft ein Kammerdeputierter eingesetzt, nun wurde Friedrich Balcke Mitglied der Mindener Kriegs- und Domänenkammer.
1797 war er der einzige bürgerliche Landrat in Preußen.
Er nahm 1799 auf eigenen Wunsch seinen Abschied, ihm folgte daraufhin George Moritz Ludwig von Blomberg (1770–1818) als Landrat; Friedrich Balcke blieb jedoch, ebenfalls auf eigenen Wunsch, Rendant der Tecklenburger Kredit-Kasse.